# Mirosław Kubisztal
Mirosław „Kuba“ Kubisztal (* 12. Februar 1962 in Tarnów) ist ein ehemaliger polnischer Fußballspieler. Der Stürmer, der ein A-Länderspiel für Polen bestritt, spielte nach Öffnung des eisernen Vorhangs mehrere Jahre in Schweden.

## Sportlicher Werdegang
Kubisztal begann seine Karriere im Erwachsenenbereich beim unterklassig antretenden Unia Tarnów, ehe er in der Winterpause Anfang 1984 zum seinerzeitigen Zweitligisten KS Cracovia wechselte. Bereits im Sommer zog er zu GKS Katowice in die Ekstraklasa weiter. Mit dem Klub gewann er 1986 und 1991 den polnischen Landespokal. Zudem glänzte er als regelmäßiger Torschütze. Seine elf Saisontore – persönlicher Spitzenwert in seiner Zeit bei GKS – in der Spielzeit 1988/89 verhalfen ihm im September 1989 zum Nationalmannschaftsdebüt bei einem Freundschaftsspiel gegen Spanien, als er in der 73. Spielminute eingewechselt wurde. 
Im Sommer 1991 verließ Kubisztal sein Heimatland und heuerte bei Örebro SK in der Allsvenskan an. Dort war er in den folgenden fünf Jahren jeweils bester vereinsinterner Torschütze, ein Titelgewinn blieb ihm jedoch versagt. 1994 erzielte er 19 Saisontore, damit belegte er hinter Niclas Kindvall von IFK Norrköping den zweiten Rang in der Torschützenliste. Im Sommer 1997 kehrte er nach Polen zurück und spielte noch bis 1999 bei Wolania Wola Rzędzińska. In der Hinrunde der Saison 2002/03 stand er nochmals für den Viertligisten Dąbrovia Dąbrowa Tarnowska und in der Spielzeit 2006/07 für den unterklassigeren Verein Skrzyszovia Skrzyszów auf dem Spielfeld.